# Касумов, Исраил Аслудиевич
Исраи́л Аслуди́евич Касу́мов (род. 2 июня 1990, Сержень-Юрт, Чечено-Ингушская АССР) — российский борец вольного стиля чеченского происхождения, чемпион Европы 2021 года, бронзовый призёр чемпионатов Европы 2016 и 2017 годов, двукратный чемпион и многократный призёр чемпионатов России, победитель и призёр Гран-При «Иван Ярыгин», обладатель Кубка европейских наций в командном зачёте. Мастер спорта России международного класса (2016). Член сборной команды страны с 2013 года. Живёт в Москве.

## Карьера
В апреле 2021 года на чемпионате Европы Касумов, в весовой категории до 70 кг, стал победителем турнира. В финале одолел азербайджанского борца Турана Байрамова.

## Спортивные результаты
- Мемориал Дмитрия Миндиашвили 2024 (Красноярск) — [3];
- Чемпионат России по вольной борьбе 2022 года — ;
- Чемпионат России по вольной борьбе 2021 года — ;
- Гран-при Иван Ярыгин 2017 года — [4];
- Чемпионат России по вольной борьбе 2016 года — ;
- Чемпионат России по вольной борьбе 2015 года — ;
- 18 октября 2014. VI Межконтинентальный Кубок, Хасавюрт — ;
- 12 октября 2014. Кубок Кадырова, Грозный — ;
- 28 сентября 2014. Международный турнир «Шахтёрская слава», Кемерово — ;
- Чемпионат России по вольной борьбе 2014 года — ;
- 4 апреля 2014. Чемпионат Европы, Вантаа (Финляндия) — 7-е место;
- 15 февраля 2014. Международный турнир Ясар Догу, Стамбул (Турция) — 10-е место;
- 24 января 2014. Гран-При «Иван Ярыгин», Красноярск — ;
- 4 октября 2013. Международный турнир памяти Дмитрия Коркина, Якутск — ;
- 29 марта 2013. Кубок Президента Бурятии, Улан-Удэ — ;
- 24 января 2013. Гран-При «Иван Ярыгин», Красноярск — 15-е место;
- 25 мая 2012. Чемпионат России, Санкт-Петербург — 25-е место;
- 23 марта 2012. Кубок Президента Бурятии, Улан-Удэ — ;
- 27 января 2011. Гран-При «Иван Ярыгин», Красноярск — ;
- 24 июля 2007. Первенство Европы среди юношей, Варшава (Польша) — .